# 伊丽莎白蒂夫卡 (亚基米夫卡市镇)
46°42′10″N 34°55′31″E / 46.70278°N 34.92528°E
伊丽莎白蒂夫卡（烏克蘭語：Єлизаветівка）是位於烏克蘭東南部的村莊，由扎波羅熱州梅利托波爾區的亞基米夫卡市鎮負責管轄。該村面積0.49平方公里，海拔高度22米，2001年人口66，人口密度每平方公里135.8人。